# Scymnus mormon
Scymnus mormon är en skalbaggsart som beskrevs av Thomas Casey 1899. Scymnus mormon ingår i släktet Scymnus och familjen nyckelpigor. Inga underarter finns listade i Catalogue of Life.